# Gai Papiri Turde
Gai Papiri Turde (en llatí Caius Papirius Turdus) va ser un magistrat romà del segle ii aC.
Era tribú de la plebs l'any 178 aC segons diu Titus Livi. i és l'única persona coneguda de la gens Papíria que porta el cognomen Turdus.
Ciceró parla dels Turdii com d'una branca plebea de la gens Papíria.